# Samuel Ogbemudiastadion
Het Samuel Ogbemudiastadion is een multifunctioneel stadion in Benin City, een stad in Nigeria.
Het stadion is vernoemd naar een voormalig gouverneur, Samuel Ogbemudia. Het stadion wordt vooral gebruikt voor voetbalwedstrijden, de voetbalclubs Bendel Insurance FC en Edo Queens F.C. maken gebruik van dit stadion. In het stadion is plaats voor 20.000 toeschouwers. Het stadion werd geopend in 1982. Het stadion werd gerenoveerd in 2018.

## Interlands
| Datum            | Wedstrijd              | Uitslag | Toernooi                     | Onderlinge duels |
| ---------------- | ---------------------- | ------- | ---------------------------- | ---------------- |
| 2 juni 2001      | Nigeria – Madagaskar   | 1–0     | Kwalificatie Afrika Cup 2002 | Onderlinge duels |
| 21 juni 2003     | Nigeria – Angola       | 2–2     | Kwalificatie Afrika Cup 2004 | Onderlinge duels |
| 12 november 2011 | Nigeria – Botswana     | 0–0     | Vriendschappelijk            | Onderlinge duels |
| 13 november 2020 | Nigeria – Sierra Leone | 4–4     | Kwalificatie Afrika Cup 2021 | Onderlinge duels |